# William FitzRoy (1782-1857)
William FitzRoy (1er juin 1782 – 13 mai 1857), est un officier de la Marine royale britannique, qui sert pendant la révolution française et les Guerres napoléoniennes, et aussi en tant que Membre du Parlement.

## Biographie

### La famille
FitzRoy est le troisième fils d'Augustus FitzRoy (3e duc de Grafton), et de sa seconde épouse, Elizabeth, la fille du Révérend Sir Richard Wrottesley, Bt.; il est aussi l'oncle de vice-amiral Robert FitzRoy.

### Carrière navale
FitzRoy entre dans la Marine, le 21 avril 1794, à bord de la frégate la Phaeton, sous les ordres du capitaine William Bentinck, et à la suite de la bataille de la Bataille du 13 prairial an II, sous le commandement du capitaine Robert Stopford. Il sert ensuite sur le Vaisseau de 74 canons Leviathan, sous les ordres de Lord Hugh Seymour, puis sur le Sans Pareil, participant à la Bataille de Groix le 23 juin 1795. 
Après avoir servi sur les frégates Niger, sous le capitaine Edward Foote; Phoenix, capitaine Lawrence Halsted; et Cambrian, capitaine Arthur Kaye Legge, en février 1798, il rejoint le capitaine Foote à bord du Seahorse, et est présent lors de l'action du 27 juin 1798 lorsque l'Hippocampe capture la Sensible (en) dans le Détroit de Sicile.
FitzRoy est promu lieutenant le 13 mai 1800 sur la frégate Penelope, sous le capitaine Henry Blackwood, dans laquelle il assiste au Blocus de Malte en septembre, et prend part à la Campagne d'Égypte à la mi-1801. Le 31 octobre 1801, il est nommé commandant et le capitaine de la corvette HMS Salamine, et après confirmation, le 7 janvier 1802, de sa promotion, il commande la Mutine. Il retourne en Angleterre, et à partir du 26 janvier 1803 commande le Fairy. FitzRoy est promu au capitaine le 3 mars 1804, prenant le commandement de la frégate Aeolus, et est présent à la Bataille du cap Ortegal le 4 novembre 1805, et à la Prise de la Martinique (1809) en février.
En juin 1810, il commande la frégate Macedonian à Lisbonne. Le 7 avril 1811 FitzRoy est renvoyé de la Marine après qu'une cour martiale le trouve coupable de "faux frais de magasins" et "tyrannie et oppression". FitzRoy est accusé de falsifier les rapports de provisions de bord et d'avoir vendu le surplus pour son propre profit. Il a également condamné un marin à 48 coups de fouet pour ivresse, quatre fois la limite légale.
Bien que déclaré inapte au commandement, il a été restauré à son ancien grade et son ancienneté par le Prince Régent, le mois suivant, mais il n'a reçu aucun autre emploi dans la Marine. Néanmoins, il a été fait Compagnon de l'Ordre du Bain le 4 juin 1815, est promu au grade de contre-amiral 10 janvier 1837, et fait Chevalier Commandeur de l'Ordre du Bain le 4 juillet 1840.

### Carrière politique
Fitzroy était encore en service actif sur l'Aeolus quand il fut élu membre du Parlement pour Thetford en 1806, et donc n'a pas fait sa première apparition dans la chambre avant 1810, en tant que partisan des Whigs. Il a été remplacé à titre de député par son frère , Lord John FitzRoy en 1812.

### Vie personnelle
Le 9 août 1816, il épouse Georgiana, la deuxième fille de Thomas Raikes, et a un fils et trois filles. L'amiral FitzRoy est décédé à East Sheen, Londres, le 13 mai 1857, et est enterré dans le cimetière du Vieux Mortlake, Morteau, à Londres.